# A Dança de Casamento
A Dança de Casamento é uma pintura a óleo sobre madeira, datada de 1566, do pintor flamengo Pieter Bruegel, o Velho. Propriedade do museu do Instituto de Artes de Detroit em Detroit, Michigan, a obra foi descoberta por seu diretor na Inglaterra em 1930 e trazida para Detroit. Acredita-se que faça parte de um conjunto de três obras de Bruegel mais ou menos da mesma época, A Dança de Casamento, A Boda Camponesa (1567) e A Dança dos Camponeses (1569).
A pintura retrata 125 convidados de um casamento. Como era costume no período renascentista, as noivas usavam preto e os homens usavam braguilha. O voyeurismo é retratado em toda a obra de arte; a dança era desaprovada pelas autoridades e pela igreja, e a pintura pode ser vista tanto como uma crítica quanto como uma representação cômica de uma classe camponesa estereotipada demasiadamente sexual e indulgente da época.

## Antecedentes
Pieter Bruegel, o Velho concluiu A Dança de Casamento em 1566. Acredita-se que a pintura tenha se perdido por muitos anos, até ser descoberta em uma venda em Londres em 1930 por William R. Valentiner, o diretor do Instituto de Artes de Detroit na época. Valentiner pagou $35.075 pela obra através de uma apropriação da cidade. Até hoje, A Dança de Casamento ainda é propriedade do museu.
A Boda Camponesa (1567) e A Dança dos Camponeses (1569) que também são de Bruegel, compartilham o mesmo tema e elementos do casamento e foram pintadas no mesmo período nos últimos anos da vida de Bruegel. Elas são considerados uma trilogia de obras de Bruegel. Em todas as três pinturas, há flautistas tocando um pijpzak (gaita de fole), eles também exalam orgulho e vaidade, por exemplo, em A Dança dos Camponeses, o homem sentado ao lado do tocador de pijpzak usa uma pena de pavão em seu chapéu.
Robert L. Bonn, um autor, descreveu essa trilogia de obras como "exemplos soberbos" de pinturas antropológicas e afirma que "em pinturas de três gêneros, Bruegel está em marcante contraste com os pintores de sua época e com muitos outros que o seguiram". O crítico Thomas Craven resume A Dança de Casamento como "Uma das várias celebrações das alegrias da gula pintada por Bruegel com uma vitalidade explosiva". O historiador Walter S. Gibson também vê as pinturas como um "sermão condenando a gula" e "uma alegoria da Igreja abandonada por Cristo".

## Descrição e temas

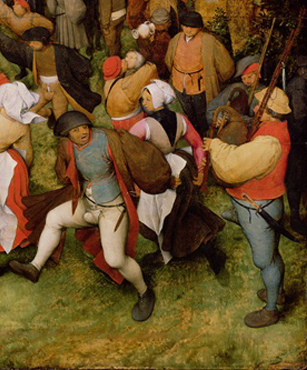
Detalhe inferior direito da obra.

A popular pintura mostra um grupo de 125 convidados de um casamento vestindo roupas da época, apresentadas na tela de forma aparentemente caótica em uma festa ao ar livre cercada por árvores. Condizente ao período da Renascença, as noivas se vestiam de preto e os homens utilizavam braguilha, que era uma parte importante de suas roupas na época. O voyeurismo (observar pessoas em práticas íntimas) é mostrado ao longo da obra.
Em primeiro plano, há uma dançarina com as cores da época e muitos camponeses naquela área. No meio está a noiva dançando com um homem mais velho, seu pai. À direita da obra, há um músico tocando um pijpzak, que observa a dança de lado. A julgar pelos utensílios de escrita pendurados em seu cinto, ele é um escritor ou possivelmente um pintor de classe média. Atrás dele está uma toalha de mesa pendurada decorada com uma coroa e abaixo dela está a mesa da noiva. Diante de sua mesa, colecionadores de dinheiro podem ser vistos cavando valas enquanto os convidados do casamento se sentam e comem.
Os movimentos das pessoas mostram que seu comportamento é inadequado ou uma caricatura de bufonaria rústica, mas sua representação de fertilidade e reprodução é apresentada de forma alegre. Na verdade, a pintura reflete um certo grau de ambiguidade, pois pode tanto ser vista como um ataque ao comportamento estereotipado excessivamente sexual das classes mais baixas, quanto evocar uma imagem cômica. No século XVI, quando esta foi pintada, a dança estava sujeita a um código rígido e considerada pelas autoridades e pela Igreja como um mal social. As pessoas não podiam balançar os braços ou pernas ou rir muito alto, pois isso seria considerado um tipo de grosseria para muitas pessoas. A pintura, portanto, "expressa a libertação dos camponeses dos limites mais rígidos das classes superiores", ao não aderir aos padrões sociais da época.
O escritor Robert Quist, disse que a pintura fazia parte de uma série de Sete Pecados Capitais e Virtudes e que as obras "atestam as devoções morais [de Bruegel]". Ele diz: "Embora a dança possa parecer inócua ou natural para os camponeses, ela representa uma ameaça palpável para a alma humana. Sua utilidade [da dança] em caracterizar o campesinato como selvagem e indisciplinado, sem dúvida, deriva do opróbrio moral em que a dança era realizada por autoridades religiosas e civis.